# Nur nicht weich werden, Susanne!
Nur nicht weich werden, Susanne! (tdl. ‘¡No te desanimes, Suzanne!’) es una película dramática alemana de 1935 dirigida por Arzén von Cserépy y protagonizada por Jessie Vihrog, Veit Harlan y Willi Schur.

## Reparto
- Jessie Vihrog como Susanne Kirchner.
- Veit Harlan como Georg Brinkmann.
- Willi Schur como Sally Gold, director general.
- Ernst Rotmund como Archinowitz, director de producción.
- Maly Delschaft como estrella del cine femenina.
- Harry Frank como estrella de cine masculina.
- Eugen Rex como director.
- Hans Adalbert Schlettow como detective.
- Rotraut Richter como Grete.
- Ellen Bang como Lilli.
- Josef Dahmen como Kurvenkarl.
- Heinz Berghaus
- Gerhard Dammann
- Josefine Dora como tía Frieda.
- Hugo Flink como editor
- Aribert Grimmer como comisario.
- Karl Harbacher
- Max Hochstetter
- Maria Krahn
- Hilde Krüger
- Hermann Picha
- Karl Platen
- Max Ralph-Ostermann como Schmidt, abogado.
- Carla Rust.
- Ernst Albert Schaach como vicepresidente.
- Robert Thiem como Fredy Miller, asistente del director.

## Producción
Los decorados de la película fueron diseñados por los directores artísticos Erich Grave y Karl Vollbrecht. La película apoyó la postura antisemita del Partido Nacionalsocialista Obrero Alemán mediante una representación negativa de dos productores de cine judíos como villanos de la película. Recibió un fuerte respaldo oficial y Joseph Goebbels organizó un estreno de gala para su lanzamiento. Para sorpresa y disgusto de Goebbels, el público de la primera noche abucheó una vez terminada la proyección. El incidente fue en gran parte silenciado y el director de la película Arzén von Cserépy, regresó a su Hungría natal en desgracia y nunca volvió a hacer otra película alemana.
Por el contrario, la película fue un éxito para la joven actriz Hilde Krüger. Después de esta película, recibió el patrocinio de Goebbels. Apareció en veinte películas más y luego trabajó como espía para Alemania.